# Parodia schumanniana
Parodia schumanniana är en kaktusväxtart som först beskrevs av Nic., och fick sitt nu gällande namn av F.H. Brandt. Parodia schumanniana ingår i släktet Parodia och familjen kaktusväxter.

## Underarter
Arten delas in i följande underarter:
- P. s. claviceps
- P. s. schumanniana

## Bildgalleri

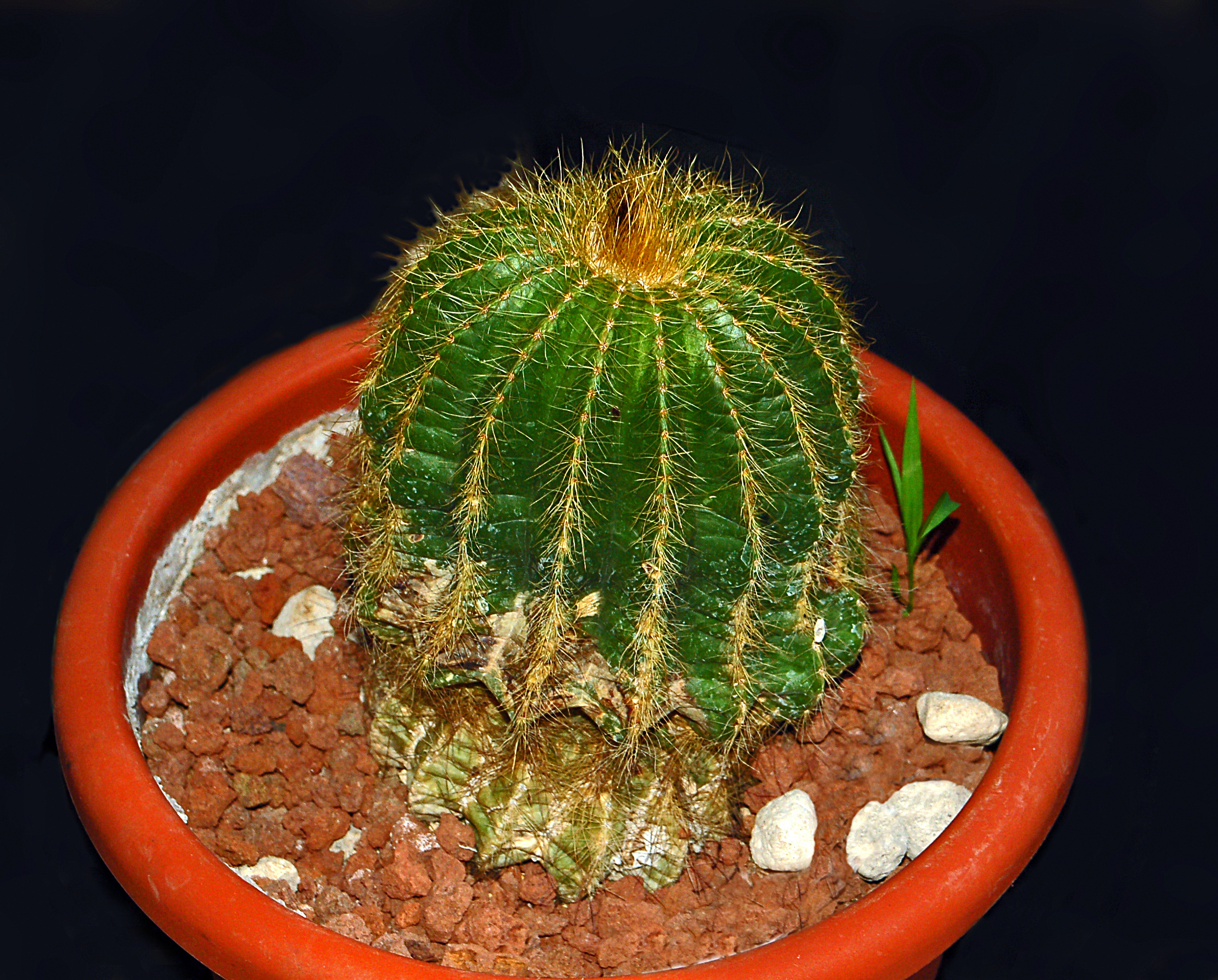
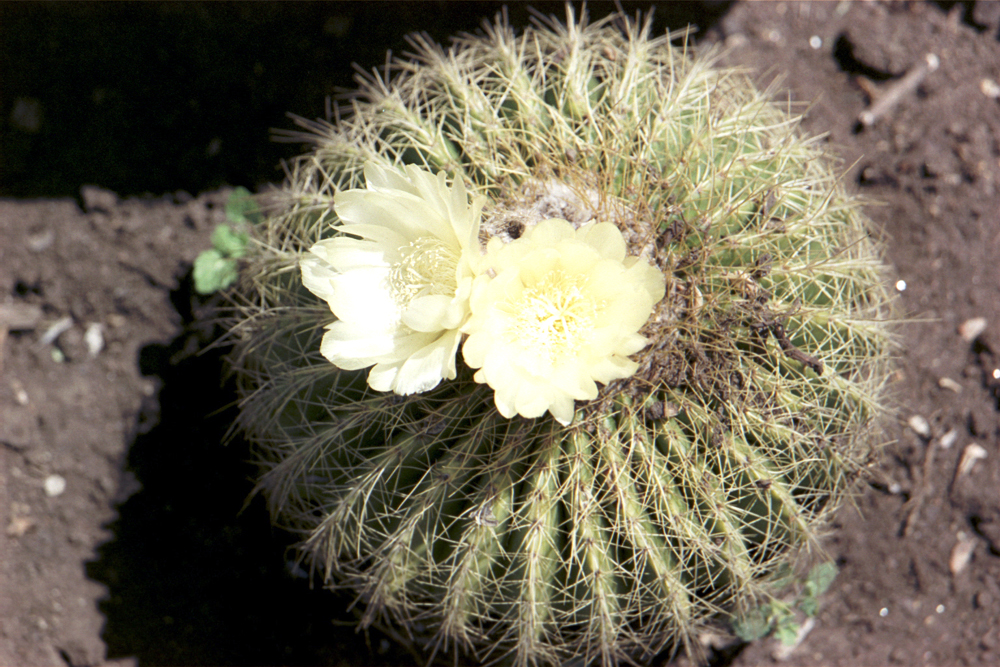
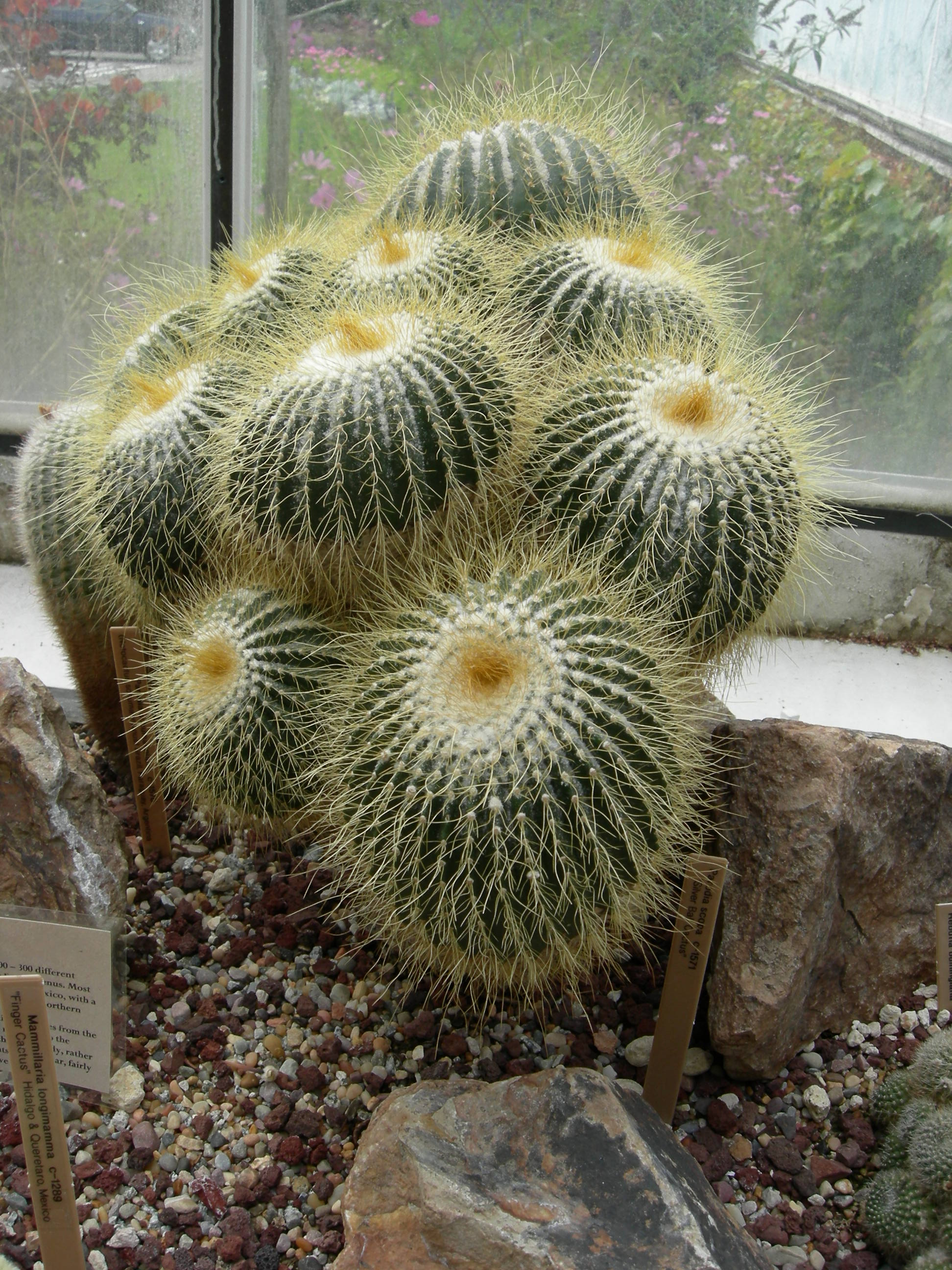
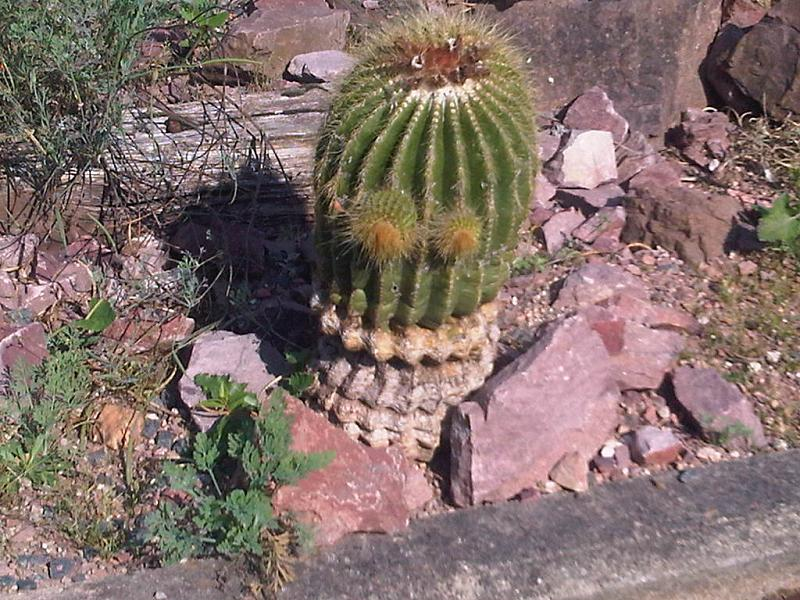
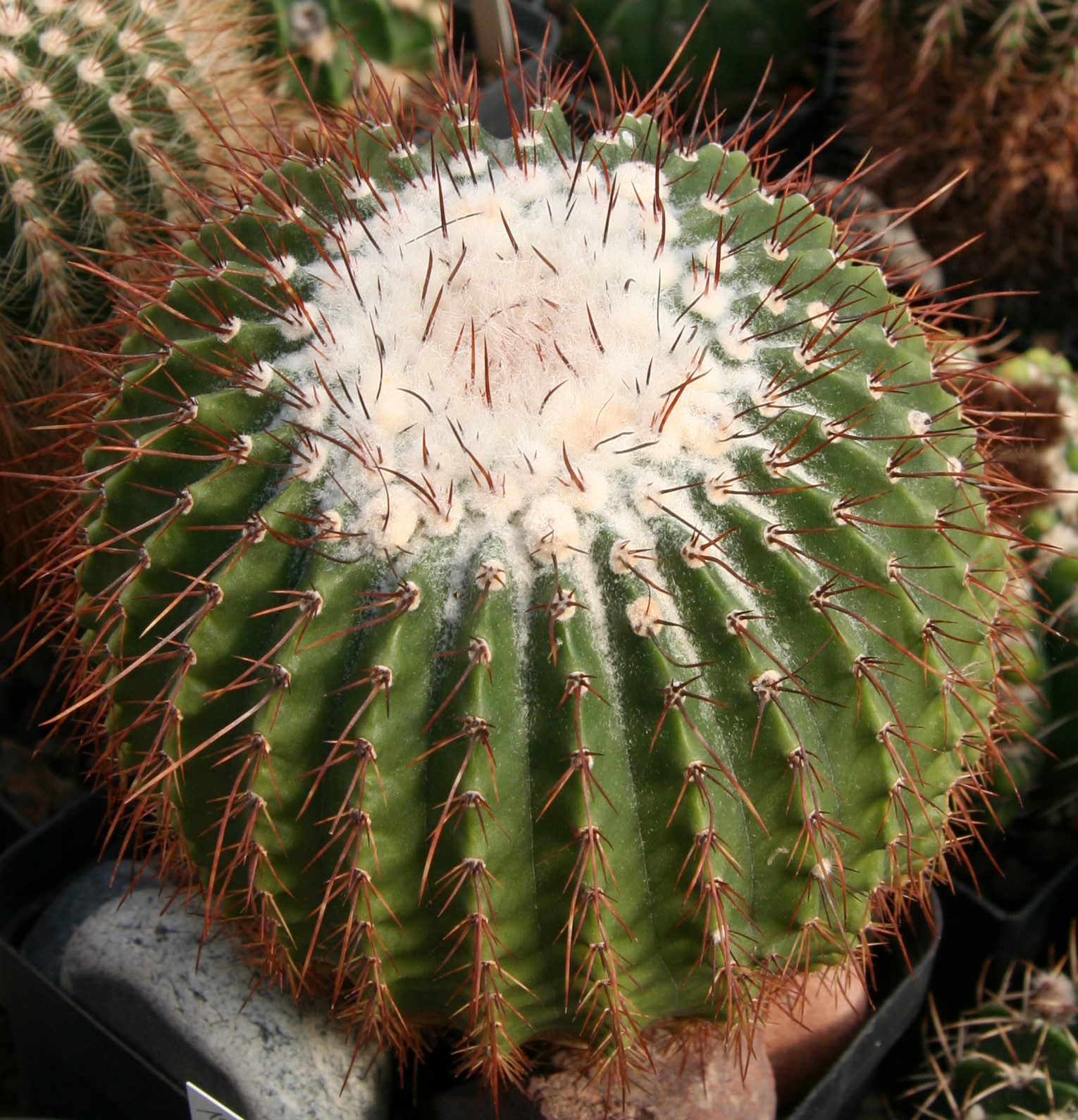
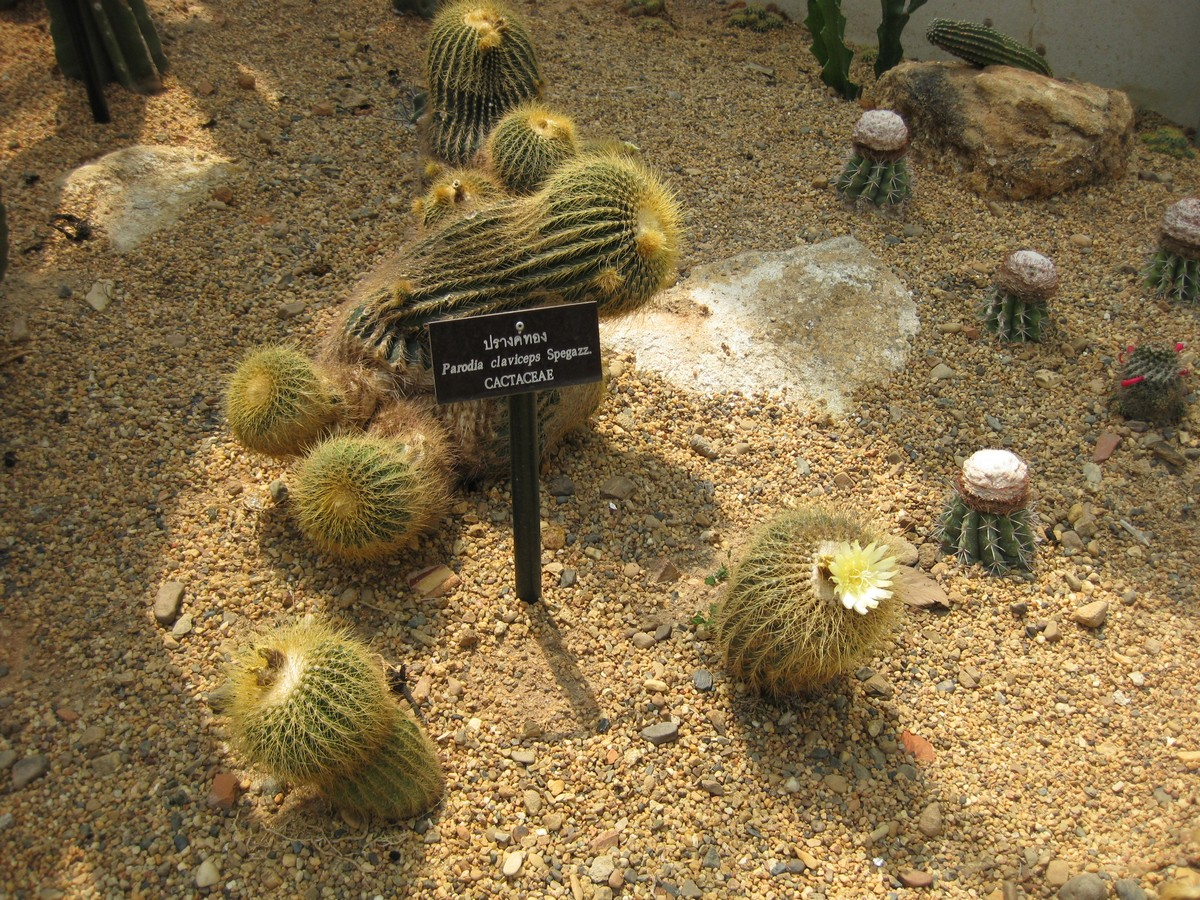